# NGC 2854
NGC 2854 ist eine Balken-Spiralgalaxie vom Hubble-Typ SBb im Sternbild Großer Bär am Nordsternhimmel. Sie ist schätzungsweise 125 Millionen Lichtjahre von der Milchstraße entfernt und hat einen Durchmesser von etwa 60.000 Lj. Gemeinsam mit NGC 2856 bildet sie das gebundene Galaxienpaar Arp 285. Halton Arp gliederte seinen Katalog ungewöhnlicher Galaxien nach rein morphologischen Kriterien in Gruppen. Dieses Galaxienpaar gehört zu der Klasse Doppelgalaxien mit Einströmung und Anziehung.
Im selben Himmelsareal befindet sich weiterhin u. a. die Galaxie NGC 2857.
Das Objekt wurde am 9. März 1788 von Wilhelm Herschel entdeckt.